# Бромацил
Бромацил — гербицид широкого спектра из группы урацилов. Бромацил впервые был зарегистрирован в качестве пестицида в США в 1961 году. Он используется для контроля роста кустарников на не возделываемых территориях. Механизм действия основан на ингибирования фотосинтеза. В растение попадает через корни. Используется для неселективной борьбы с сорняками и кустами на не пахотных землях, а также для селективной борьбы с сорняками на ограниченном количестве культур, таких как цитрусовые и ананас. Также установлено, что бромацил хорошо подходит для подавления роста многолетних трав.

## Получение
Бромацил можно получить путём реакции изопропилизоцианата с 3-аминокротонатом и последующей циклизации в растворе гидроксида натрия при повышенной температуре и бромировании в уксусной кислоте.
В качестве альтернативного способа получения можно предложить реакцию фосгена и аммиака с втор-бутиламином, с образованием втор-бутилмочевины, которая в свою очередь вступает в реакцию с метиловым эфиром ацетоуксусной кислоты, образуя 3-втор-бутил-6-метилурацил. Последующее бромирование приводит к образованию бромурацила.

## Свойства
Бромацил является негорючим твёрдым веществом без цвета и запаха, которое очень слабо растворяется в воде. Разлагается при нагревании. Устойчив к гидролизу кислотами и под действием солнечного света.

## Безопасность
Следует быть внимательным при опрыскивании бромацилом растений, поскольку он также останавливает фотосинтез в не целевые растениях, убивая их. Бромацил никогда не должны использоваться в жилых и рекреационных зонах. Бромацил немного токсичен для человека при проглатывании или контакте с остатками препарата и практически не токсичен при вдыхании. Препарат слабо раздражает слизистою глаз и очень слабо раздражает кожу. Не является кожным сенсибилизатором. В исследованиях с использованием лабораторных животных, было показано, что бромацил слегка токсичен при оральном или трансдермальном применении, а также при вдыхании и был отнесён к IV категории токсичности (самой низкой из четырёх категорий). Гербицид следует хранить в прохладном, сухом месте и после обработки рекомендуется тщательное мытье рук.
В отношении воздействия на рабочем месте, Национальный институт охраны труда, рекомендовал работникам, работающим с бромацилом не превышает выдержку 1 мг (10 мг/м3) в течение в среднем восьми часов.

## Токсикология
Бромацил входит в группу химических веществ, которые всасываются в кишечнике и выводятся из организма преимущественно с мочой. Период полураспада бромацила в почве составляет около 60 дней, но в некоторых условиях может составлять 8 месяцев. Бромацил доступен в виде гранул, жидкости, водорастворимой жидкости и порошка. Так как бромацил возможно является канцерогеном для человека и системная токсичность может проявиться уже после промежуточными экспозиции (от одной недели до нескольких месяцев), агентство охраны окружающей среды США (АООС) оценку риска для работников, используя несколько основных возможных сценариев. Бромацил устойчив к гидролизу при нормальных условиях окружающей среды.

## Использование
Бромацил применяется преимущественно для опрыскивания или в форме аэрозоля. Твёрдые формы бромацила применяют c помощью аппликаторов гранул и разбрасывателей.